# Thomas Ouwejan
Thomas Ouwejan (ur. 30 września 1996 w Amstelveen) – holenderski piłkarz występujący na pozycji obrońcy w niemieckim klubie Schalke 04. Wychowanek AZ Alkmaar, w trakcie swojej kariery grał także w Udinese Calcio. Młodzieżowy reprezentant Holandii.